# Franc-maçonnerie au Québec
 (avril 2020).
 (avril 2020).
- Si vous ne connaissez pas le sujet, laissez ce bandeau (vous pouvez alors contacter les auteurs).
- Si vous supprimez le contenu mis en cause (vous pouvez préalablement contacter les auteurs),

argumentez précisément cette suppression dans la page de discussion
(un manque de référence n'est pas un argument ; une recherche réelle de référence doit avoir été effectuée, être formellement documentée).
La franc-maçonnerie au Québec est représentée par les divers courants traditionnels représentés au sein de loges masculines, féminines ou mixtes. Son implantation date du milieu du XVIIIe siècle.

## Aperçu historique

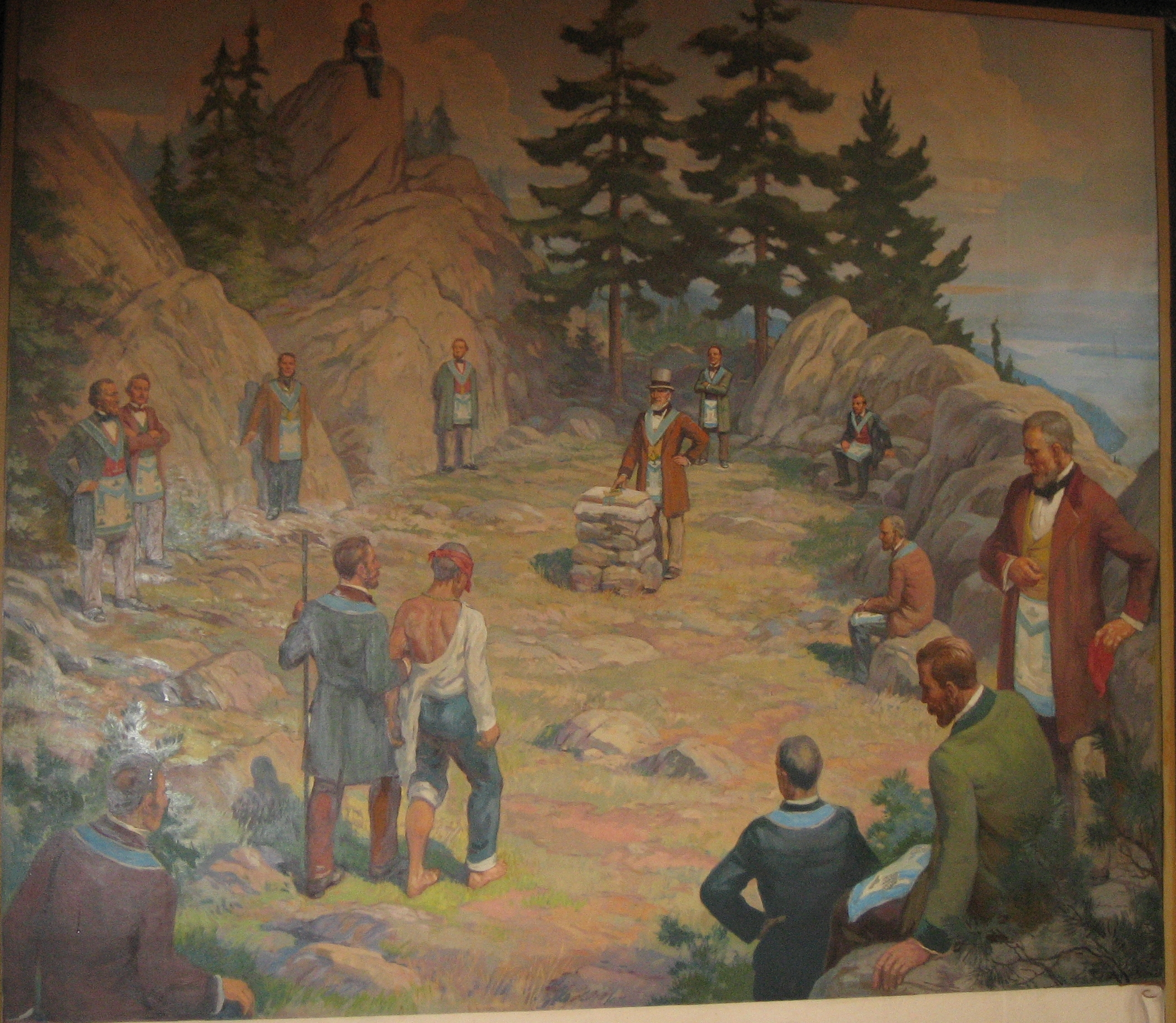
Tenue maconnique au Mont Owl Head, illustration décorant le hall d'entrée de la Grande Loge du Québec.

Dès novembre 1759, quatre loges militaires se réunissent à Québec dans le but de créer une grande loge provinciale,.
L’arrivée des loyalistes américains dans la colonie britannique du Bas-Canada renforce un mouvement déjà engagé de dominance anglo-saxonne au sein de la franc-maçonnerie québécoise. Il suit une succession de périodes de prospérité et de croissance (comme dans les années 1820 à Montréal) et de turbulences où le mouvement est en recul.
Une tradition naît dans les Cantons de l’Est (toujours pratiquée en 2018) où une loge adopte le mont Owl’s Head comme lieu de rencontre où sont pratiquées des initiations en plein air.
Les loges se fédèrent alors progressivement autour de projets de construction de temples dont la plupart étaient jusqu’alors installés dans la propriété de membres[réf. nécessaire].
La Grande Loge du Québec est fondée le 20 octobre 1869 ce qui en fait la plus ancienne obédience maçonnique du Québec[réf. nécessaire]. Les registres permettent alors de suivre précisément l’évolution des loges et de leurs effectifs. Le Québec comporte alors 54 loges et 1 861 membres, avec une forte présence à Montréal et dans les Cantons de l’Est.
En même temps, en 1870, la franc-maçonnerie francophone renaît à Montréal avec la fondation des loges « Les Cœurs unis » (instituée en 1870) « Papineau », « Frères du Canada » (en 1785) et les « Frères chasseurs ».
L'effectif de la Grande Loge du Québec suit une croissance tout d’abord modeste jusqu’en 1900 (un peu moins de 4 000 membres), puis prononcée jusqu’en 1930 où il culmine à 16 000 membres[réf. nécessaire]. Après un léger repli jusqu’en 1945 (14 000 membres), l’effectif croit à 18 000 membres en 1960 pour ensuite décliner de manière constante et atteindre 4 441 en 2008.
Les années 1980 voient la naissance de différentes obédiences libérales, se différenciant en mettant en avant une posture laïque, mixte ou en pratiquant des rites peu ou pas connus avant au Québec[C'est-à-dire ?].
À Montréal, on trouve par exemple la création d'une loge féminine (« Mokidjiwan », crée en 1988 et affiliée à la Grande Loge féminine de France), l'installation d'autres obédiences françaises (comme la loge « Port-Royal d'Acadie », fédérée dans la Grande Loge de France), l'implantation d'une fédération Canadienne de l'Ordre maçonnique mixte international « le Droit humain », ou encore la création d'obédiences libérales d'origine québécoise comme La Grande Loge mixte du Québec, fondée en 1979.

## Masonic Memorial Temple

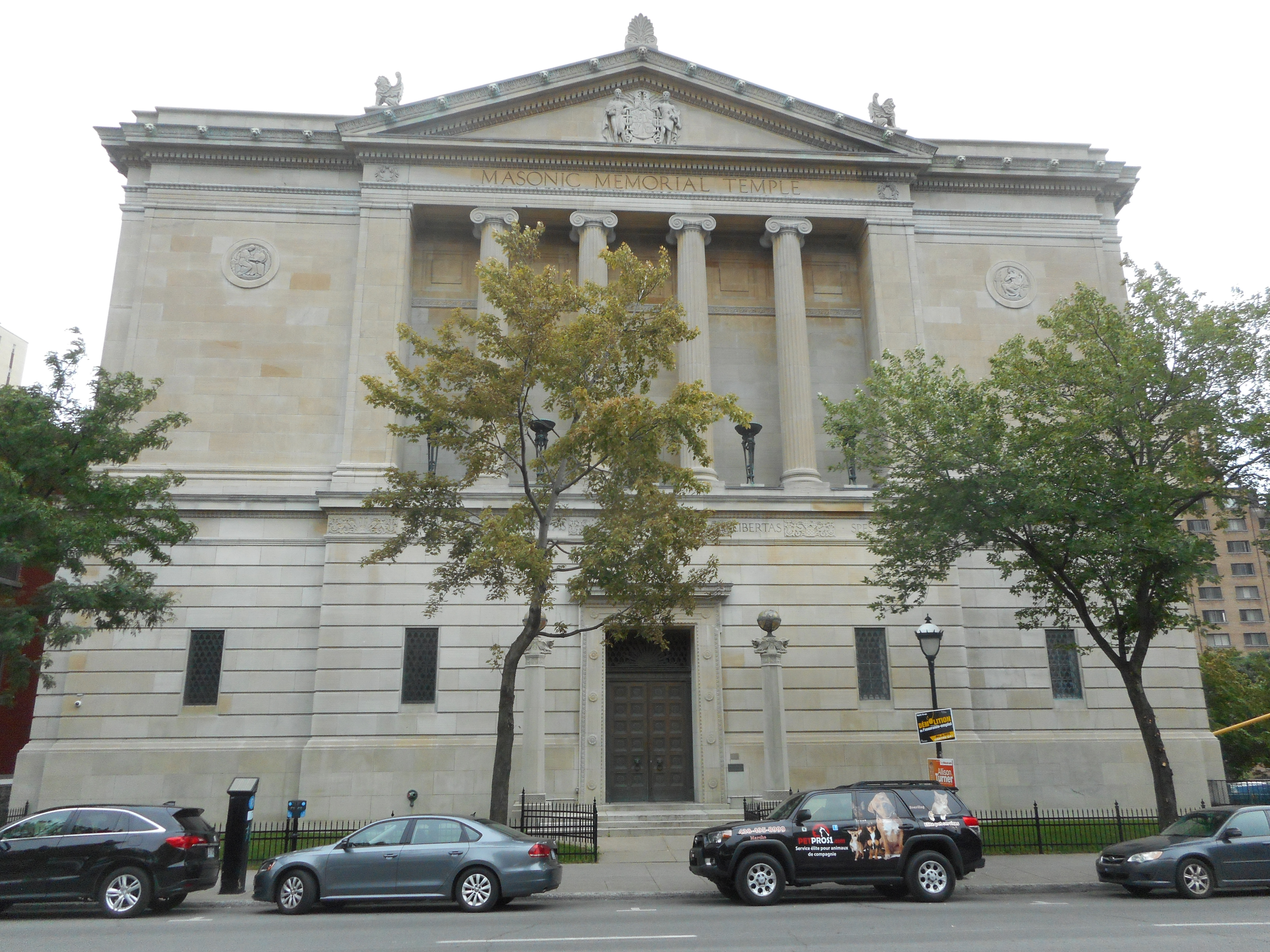
Temple maçonnique de Montréal (Masonic Memorial Temple)

Il existe une multitude de temples maçonniques au Québec, le plus important en taille et nombre de loges est le Masonic Memorial Temple, construit en 1928 et 1929, siège de la Grande Loge du Québec. Il est situé à l’angle des rues Sherbrooke Ouest et Saint-Marc à Montréal.
En 1894, l'effectif de la franc-maçonnerie québécoise se situent au-delà de 3 000 membres dont 1 200 à Montréal. Un premier temple construit rue Dorchester est inauguré en 1885.
L'effectif ne cesse de croitre pour atteindre 10 000 en 1920 et les instances de la Grande Loge du Québec décident du projet d'un nouveau temple en 1922. Le financement débuté en 1923 avec l'objectif de collecter 500 000 $ est rapidement atteints et dépassé. Les travaux débutent en 1928 sous le contrôle de l’architecte John Smith Archibald. Le bâtiment, terminé en 1929 remporte le prix de l'institut d'architecture du Canada.
Le hall commémoratif est aménagé en 1950 et 1951 après une croissance des effectifs à la suite de la seconde guerre mondiale.

## Obédiences et loges au Québec
Les obédiences suivantes sont présentes au Québec, directement (l’obédience a été constituée au Québec et y a élu siège) ou indirectement (présence au Québec d'une ou de plusieurs loges d’une obédience constituée hors Québec) :

### Grande Loge du Québec
Établie en 1869, la Grande Loge du Québec est une obédience dite « régulière ». De ce fait, elle est masculine et non mixte. Elle travaille en anglais et en français.
Elle compte 77 loges réparties sur le territoire québécois : Arundel, Gaspé, Gatineau, Greefield Park, Hudson, Huntingdon, Lac Brome, Lachute, Laval, Mansonville, Mascouche, Montréal, New Carlisle, North Hatley, Noyan, Pierrefonds, Rawdon, Richmond, Sherbrooke, St-Jérôme, St-Laurent, Stanbridge East, Stanstead, Thetford Mines, Trois-Rivières, Verdun et Ville de Québec.
Elle pratique principalement le Rite émulation, mais également le Rite d’York, et le Rite écossais ancien et accepté.
À Montréal, la plupart des loges se réunissent au temple maçonnique de Montréal situé au 2295, rue St-Marc.
Lui sont rattachés (sans être des loges) la société des Shriners, l’Ordre de l'étoile orientale, les Filles du Nil et l’Arche Royale.

### Droit Humain
L’Ordre maçonnique mixte international « le Droit humain » est une obédience libérale (n'exigeant pas une croyance en Dieu) et mixte fondée en 1893. Les loges travaillent en français au Québec (en anglais à Toronto).
La première loge sera la loge "Liberté". Initialement une loge indépendante, créée en 1976 par des Frères de la loge "Montcalm" du Grand Orient de France avec des Frères de la Grande Loge du Québec, elle est finalement affiliée au Droit Humain en 1980.
Le Droit Humain s’est constitué en juridiction canadienne en 1998 puis en fédération canadienne de l'ordre en mai 2011. À la suite de la fermeture de la Fédération canadienne, elle compte aujourd'hui 3 loges pionnières travaillant selon le Rite écossais ancien et accepté : L'Égrégore (Montréal), Liberté (Montréal), Humanity (Toronto).

### Grand Orient de France
Le Grand Orient de France est la plus ancienne obédience maçonnique française et la plus importante d’Europe continentale. Son rite officiel est le Rite français, mais elle a intégré au cours de son histoire la plupart des rites maçonniques pratiqués de nos jours. Chaque loge est libre de pratiquer la mixité.
Elle est présente en 1974 sous les traits de la loge « Montcalm nouveau Monde » qui cédera à des tensions internes en 1992. Une scission aboutira à la création de la loge « Le maillon Laurentien » qui deviendra la loge mixte « Force et Courage » rattachée au Grand Orient de France, et à la création du Grand Orient du Canada et de sa loge mixte « Émancipation » disparus depuis.
En 2018 : La loge « Force et Courage » change de nom et devient « Le Lys et la Rose ».

### Grand Orient du Québec
Le Grand Orient du Québec (G.O.D.Q.) est une obédience progressive et adogmatique, pratiquant la Franc-Maçonnerie libérale. Une Franc-Maçonnerie agnostique, autour d'une morale indépendante des religions. Essentiellement philanthropique, philosophique et progressive, elle considère la Liberté absolue de conscience comme un droit propre à chaque homme et femme, en n'excluant personne pour ses croyances. Sa devise « Liberté-Égalité-Fraternité » forme le socle de son indépendance. Son travail maçonnique s'oriente sans cesse vers l'instauration d'une société meilleure, le progrès collectif entraînant l'amélioration personnelle de chacun de ses membres.
En 2012, un petit groupe de Francs-Maçons passionnés et sincères créent le Grand Orient du Québec. La Laïcité et la mixité restent les pierres d'angle de cette nouvelle Obédience. Ce qui la distingue particulièrement est une volonté d'extériorisation, c'est-à-dire une plus grande prise en compte des enjeux du monde contemporain, et cela dans une perspective résolument progressive. Afin de souligner à la fois une vertu et le ciment qui les unit, ils ouvrent une première Loge qui portera le nom de « Les Amis Réunis ». Par la suite d'autres Loges verront le jour sous l'égide du G.O.D.Q. et pratiquent aujourd'hui différents rituels tels que le Rite français, le Rite des Modernes et le Rite Écossais Ancien et Accepté.
Le G.O.D.Q. est présent à Montréal sous les traits des loges « Les Amis réunis », « La Nouvelle Alliance », « La Flamme Écossaise » et « Lumière Boréale »; Et à Québec sous les traits de la Loge « Marie Rollet » .

### Grande Loge ANI du Canada
La Grande Loge ANI du Canada est fondée au Québec le 11 Mai 1978. En mars 2018, elle compte dix loges mixtes pratiquant le Rite écossais ancien et accepté, le Rite Écossais Rectifié et le Rite de York. L'obédience a des loges à Montréal, Québec et Sherbrooke. Elle est affiliée au CLIPSAS depuis mai 2016 et à la Conférence maçonnique américaine (COMAM).
À Montréal, ses loges se réunissent au Centre maçonnique Mardiros-Boyadjian, situé au 2065, rue Parthenais.

### Grande Loge nationale du Canada
La Grande Loge nationale du Canada dispose de 13 loges (10 au Québec, 3 à l'étranger) : 7 travaillant en français, 3 en arabe, 2 en espagnol, 1 en anglais.
Elle est affiliée au CLIPSAS depuis mai 1997.

### Grande Loge Mixte Du Québec
Typiquement Québécoise, elle fait preuve d’un esprit fondamentalement libéral et progressiste. Elle travaille « à la gloire du Grand Architecte de l’Univers » mais n’impose la pratique d’aucune religion particulière. Elle travaille à différents rites et notamment au Rite écossais ancien et accepté, au Rite écossais rectifié, au Rite émulation ainsi que selon le Rite ancien et primitif de Memphis-Misraïm.
Quatre loges lui sont rattachées : Égalité (Montréal), Logos et Agapè (Québec), Alpha et Oméga (Montréal), Le Centre de l'Union (Québec).

### Grande Loge de France
La Grande Loge de France est une obédience non mixte masculine se considérant comme régulière. Elle travaille quasi exclusivement au Rite écossais ancien et accepté.
Elle est présente au Québec notamment sous les traits de la loge Port-Royal D'Acadie.

### Grande Loge Symbolique du Canada
La Grande Loge symbolique du Canada de l'Ordre International du Rite Ancien et Primitif de Memphis-Misraïm est implantée au Québec depuis 1973.

### Ordre Initiatique et Traditionnel de l’Art Royal
L’Ordre initiatique et traditionnel de l'Art royal (OITAR) est une fédération de loges souveraines créée en France en janvier 1974. Les loges, majoritairement mixtes, travaillent exclusivement au Rite opératif de Salomon sur des sujets principalement symboliques.
L’OITAR est présent au Québec avec la loge « Les Amis d’Hermès » créée en 1999 à Montréal et le triangle « Les Œuvriers du Trait » à Blainville dans les Basses-Laurentides.

### George Washington Union
La George Washington Union est une obédience nord-américaine mixte et libérale dont les loges travaillent essentiellement au Rite français et au Rite écossais ancien et accepté. Elle est affiliée au CLIPSAS depuis février 1979.
Elle est présente au Québec sous les traits de la loge Raoul Zetler (Montréal).

### Fédération des Loges Autonomes du Québec
Fondée en 1995, la Fédération des loges autonomes du Québec (FLAQ)  est une obédience mixte et libérale dont les loges travaillent principalement au Rite écossais rectifié à Montréal et dans les Laurentides.

### Grande Loge féminine de France
La Grande Loge féminine de France est une obédience française née en 1952 dont les membres sont exclusivement féminins. Ses loges travaillent au Rite écossais ancien et accepté.
Elle est présente au Québec avec la loge Mokidjiwan (Montréal).

## Effectifs
|                                                  | Date de fondation | Siège          | Nbr. loges au Québec |
| Grande Loge du Québec                            | 1869              | Montréal       | 74 (août 2016)       |
| Grande Loge ANI du Canada                        | 1978              | Montréal       | 10 (Juin 2022)       |
| Grand Orient du Québec                           | 2012              | Montréal       | 4 (janvier 2022)     |
| Grand Orient de France                           | 1773              | Paris          | 1 (mars 2020)        |
| Grande Loge nationale du Canada                  | 1985              | Montréal       | 13 (août 2016)       |
| Fédération des loges autonomes du Québec         | 1995              | Montréal       |                      |
| Grande Loge de France                            | 1894              | Paris          | 1 (mars 2020)        |
| Grande Loge symbolique du Canada                 | 1973              | Montréal       |                      |
| Ordre initiatique et traditionnel de l’Art Royal | 1974              | Ivry sur Seine | 1 (juin 2019)        |
| George Washington Union                          | 1976              | Washington, DC | 1 (août 2016)        |
| Grande Loge féminine de France                   | 1952              | Paris          | 1 (juin 2019)        |

## Quelques francs-maçons québécois célèbres
- Honoré Beaugrand, loge Émancipation Montréal, initié loge Kin Philip Fall River Massachusetts 1873, ancien maire de Montréal.
- Claude Dénéchau, loge des Frères du Canada, grand maitre provincial, homme politique.
- Achille Fortier, musicien.
- Gustave Francq, syndicaliste[26].
- Rodolphe Laflamme, président de l'Institut canadien de Montréal.
- Godfroy Langlois homme politique.
- Roger Le Moine, historien[27].
- Jean-Baptiste-Melchior Hertel de Rouville, militaire, juge, seigneur et homme politique.
- John Molson, fondateur de la brasserie Molson.
- Gédéon Ouimet, grand-maître, premier ministre et 1er bâtonnier du Québec.
- John Powell Noyes, 17e bâtonnier du Québec.
- James Dunbar, grand-maître et 25e bâtonnier du Québec.
- Lawrence Macfarlane, 73e bâtonnier du Québec.